# Fabronia longipila
Fabronia longipila là một loài Rêu trong họ Fabroniaceae. Loài này được Broth. mô tả khoa học đầu tiên năm 1894.